# Neruda aoede
Neruda aoede é uma borboleta neotropical da família Nymphalidae e subfamília Heliconiinae, encontrada na bacia do rio Amazonas da Bolívia, Peru, Equador, Colômbia, Venezuela, Guianas e Brasil (no Mato Grosso e Amazonas), em altitudes entre o nível médio do mar e 1.300 metros; voando devagar e à média altura. Foi classificada por Jakob Hübner, com a denominação de Nereis aoede, no ano de 1813, a partir de espécimes-tipo com procedência do Brasil. Suas lagartas são gregárias e se alimentam de plantas dos gêneros Dilkea e Mitostemma (família Passifloraceae).

## Descrição
Esta espécie, vista por cima, possui as suas asas moderadamente longas e estreitas, de coloração predominante em castanho aveludado enegrecido, com a presença de uma mancha amarelada, mais ou menos fragmentada, em cada par de asas anteriores e um desenho raiado em laranja na região central de suas asas anteriores e em suas asas posteriores. Este desenho é um padrão mimético mülleriano comum na região da bacia do rio Amazonas; envolvendo esta espécie, mariposas da espécie Chetone phyleis, borboletas Pieridae da espécie Archonias brassolis e borboletas Heliconiini dos gêneros Heliconius, Eueides e Laparus. Neruda aoede pode ser distinguida pelas fileiras paralelas de manchas amarelas nos lados do seu abdômen. Os machos adultos exibem uma expansão característica em parte de suas asas posteriores, revestida com escamas androconiais na sua superfície.

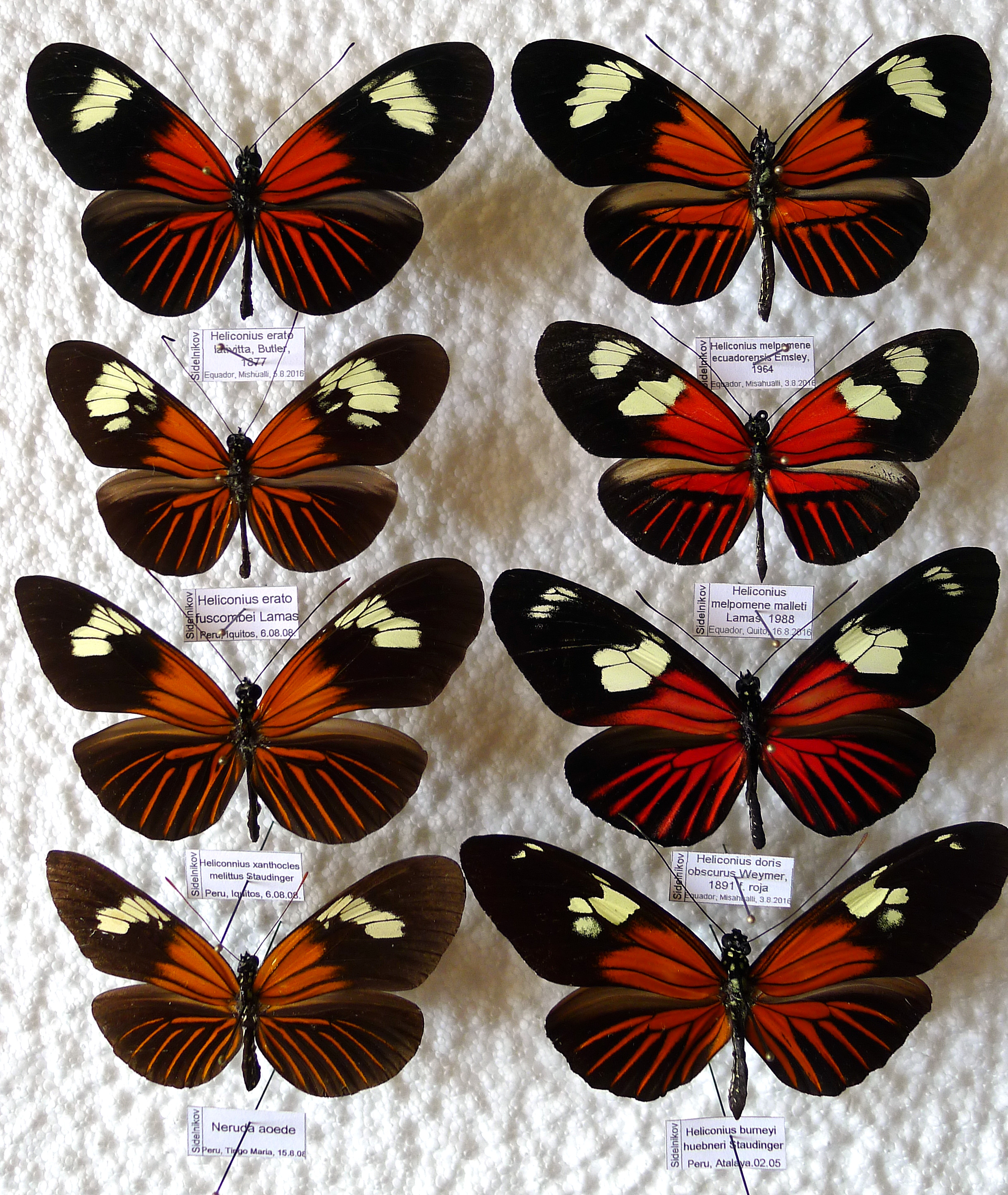
Esta foto apresenta relações de mimetismo mülleriano entre Neruda aoede, a sétima borboleta, em ordem de leitura, e outros Heliconiini como Heliconius erato, H. melpomene, H. burneyi e Laparus doris.

## Subespécies
N. aoede possui catorze subespécies:
- Neruda aoede aoede - Descrita por Hübner em 1813, de exemplar proveniente do Brasil.
- Neruda aoede astydamia - Descrita por Erichson em 1849, de exemplar proveniente da Guiana.
- Neruda aoede bartletti - Descrita por Druce em 1876, de exemplar proveniente do Peru.
- Neruda aoede lucretius - Descrita por Weymer em 1891, de exemplar proveniente do Brasil (Amazonas).
- Neruda aoede emmelina - Descrita por Oberthür em 1902, de exemplar proveniente da Guiana.
- Neruda aoede cupidineus - Descrita por Stichel em 1906, de exemplar proveniente do Peru.
- Neruda aoede faleria - Descrita por Fruhstorfer em 1910, de exemplar proveniente do Brasil (Mato Grosso).
- Neruda aoede eurycleia - Descrita por Brown em 1973, de exemplar proveniente do Brasil (Mato Grosso).
- Neruda aoede manu - Descrita por Lamas em 1976, de exemplar proveniente do Peru.
- Neruda aoede philipi - Descrita por Brown em 1976, de exemplar proveniente da Bolívia.
- Neruda aoede ayacuchensis - Descrita por Neukirchen em 1992, de exemplar proveniente da Venezuela.
- Neruda aoede centurius - Descrita por Neukirchen em 1994, de exemplar proveniente da Guiana Francesa.
- Neruda aoede auca - Descrita por Neukirchen em 1997, de exemplar proveniente do Equador (Napo).
- Neruda aoede aliciae - Descrita por Neukirchen em 2000, de exemplar proveniente do Equador.